# Escala Internacional de Temperatura ITS-90
La Escala Internacional de Temperatura ITS-90, esta escala fue adoptada por el Comité Internacional de Pesos y Medidas en su reunión de 1989. Las temperaturas son definidas en términos de los estados de equilibrio de fases de sustancias puras los cuales son llamados puntos fijos.